# Кенвульф (король Мерсії)
Кенвульф (давн-англ. Coenwulf, Cenwulf, Kenulf, Kenwulph; ? —821) — король Мерсії у 796—821 роках, король Східної Англії у 798—821 роках, король Кента у 807—821 роках.

## Життєпис

### Молоді роки
Був сином Кутберта, який походив від доньки короля (ім'я невідоме) Пібби, яка була одружена з Кенвелом, королем Вессекса. Втім можливо Кенвел був одним з молодших синів Пібби, що рано помер. Родина Кутберта мала значні маєтності у колишньому королівстві Гвікке, яке за короля Вульфхера приєднано до Мерсії.
Кенвульф декілька разів згадується за час правління короля Оффи. У 796 році після смерті короля Еґфріта, спадкоємця Оффи, за відсутності інших представників династії Ікелінгів його обрала знать та духівництво новим правителем Мерсії.

### Королювання

Мерсія за короля Кенвульфа у 802 році

З самого початку стикнувся з численними повстаннями у васальних королівствах. Протягом 796—797 років здобули самостійність від Мерсії королівства Вессекс, Східна Англія та Кент. Цим скористалися королівства Повіс та Гвінед, що вдерлися та сплюндрували частину Мерсії.
Кевульф звернувся до папи римського Лева III щодо перенесення архієпископства з Кентербері та Лічфілда до Лондона (король прагнув утворити єдиний великий діоцез в Британії), проте отримав відмову. Разом з тим отримав привілей особисто призначати абатів та абатис монастирів Мерсії та залежних королівств. Водночас папа римський заперечив можливість Едберта, що був священником, обіймати трон Кента. Це дало юридичне право королю Мерсії розпочату військову кампанію проти кентського короля.
У 798 році виступив проти Кента, переміг короля Едберта, якому викололи очі та запроторили до в'язниці у Мерсії. Того ж року виступив проти Гвінеда, завдавши поразки Карадогу ап Мейріону, який загинув. Водночас став королем Східної Англії.
У 799 році Кенвульф поставив королем Кента свого брата Кутреда. Після смерті останнього у 807 році сам став королем Кента. Тим самим об'єднав значну частину південно-східної Британії під безпосередньою орудою.
Водночас посилено владу над королівством Ессекс: 798 року змусив ессекського короля Сігеріка зректися трону та вирушити до Риму. Новий король Ессексу Сігеред визнав зверхність Мерсії. З 811 році той значився вже переважно як елдормен, а не король. У 805 році відновив владу над королівством Східна Англія, король якої Едвальд перестав карбувати власну монету, тут стала поширюватися мерсійська монета з ім'ям Кенвульфа. Проте підкорити королівство Вессекс не вдалося.
У 800 році підтримав повстання Елмунда в Нортумбрії, спрямованого проти короля Ердвульфа. Останній перемігши повсталих, у 801 році рушив проти Мерсії, проте напад вдалося відбити. Між Кенвульфом та Ердвульфом укладено мирний договір, умови якого невідомі. З 805 році став карбувати монети власного типу. У 808 році Кенвульф сприяв поваленню Ердвульфа.
У 816—817 роках здійснив похід проти Гвінеда, захопивши східну область цієї держави. У 817—818 роках здійснив успішний похід проти королівства Дівед, отримавши багату здобич. після цього оголосив себе імператором.
У 821 році помер у монастирі Басінгверк під час підготовки великого походу проти валлійських королівств. Йому спадкував син Кінегельм.

## Родина
1. Дружина — Кінегит
дітей не було
2. Дружина — Елфріт
Діти:
- Кінегельм (д/н—821), король Мерсії у 821 році
- Квентрит, аббатиса монастиря в Мінстер-ін-Танет